# Pam Sorenson
Pam Sorenson (Blaine, Minnesota; 30 de marzo de 1986) es una artista marcial mixta estadounidense que compite en la división de peso pluma de Bellator MMA. Anteriormente compitió en Invicta Fighting Championships, donde llegó a ser campeona en dicha división. En septiembre de 2022, alcanzó la quinta posición en la clasificación femenina del peso pluma de Bellator.

## Primeros años
Natural de Blaine, en el estado de Minnesota, comenzó a tomar clases de kickboxing para perder peso tras sufrir un periodo de depresión por el fallecimiento de su mejor amiga. Poco después empezó a competir de forma amateur en esta disciplina.

## Carrera de artes marciales mixtas

### Carrera temprana
Sorenson comenzó su carrera profesional en las artes marciales mixtas en 2015. Disputó todos sus combates bajo la promoción King of the Cage antes de unirse a Invicta Fighting Championships, acumulando un récord de 4-1.

### Invicta Fighting Championships
Sorenson hizo su debut promocional el 18 de noviembre de 2016 en Invicta FC 20: Evinger vs. Kunitskaya contra la australiana Jessica-Rose Clark. Ganó la pelea por decisión dividida.
Su siguiente pelea fue el 20 de mayo de 2017 en Invicta FC 23: Porto vs. Niedźwiedź. Se enfrentó a Ediane Gomes en un combate de peso pluma y perdió la pelea por decisión dividida.
El 15 de julio de 2017, Sorenson se enfrentó a Helena Kolesnyk en Invicta FC 24: Dudieva vs. Borella, y ganó por sumisión en el primer asalto.

### Alpha One Sports
Sorenson se enfrentó a Jan Finney el 22 de noviembre de 2018 en Alpha One Sports: IT Fight Series 77. Ganó la pelea por decisión dividida.

### The Ultimate Fighter 28
Sorenson participó en una prueba en la serie de televisión de Ultimate Fighting Championship (UFC) The Ultimate Fighter 28 para la categoría de peso pluma femenino en 2018. Sin embargo, no logró formar parte del elenco del programa.

### Regreso a Invicta
Regreso a Invicta Fighting Championships
Después de una pausa de un año, Sorenson regresó a Invicta y se enfrentó a Felicia Spencer el 16 de noviembre de 2018 en Invicta FC 32: Spencer vs. Sorenson por el Campeonato vacante de peso pluma de Invicta FC. Perdió la pelea a través de un estrangulamiento posterior desnudo en la cuarta ronda.
Sorenson se enfrentó a Kaitlin Young el 9 de agosto de 2019 en Invicta FC 36: Sorenson vs. Young por el vacante Campeonato de peso pluma de Invicta FC después de que la ex campeona Felicia Spencer firmara con la UFC. Sorenson ganó la pelea y el título en una decisión unánime de cinco asaltos.

### Bellator MMA
El 13 de julio de 2021, Sorenson anunció que quedaba liberada de Invicta FC, a petición suya, y en el proceso dejó vacante el título. Poco después se anunció que había firmado un acuerdo de varios combates con Bellator MMA.
Sorenson se enfrentó a Roberta Paim Samad el 13 de agosto de 2021 en Bellator 264. Ganó el combate por decisión dividida. Unos meses después le tocó combatir contra la australiana Arlene Blencowe, en el Bellator 271. Perdió por decisión unánime.
Sorenson tenía previsto enfrentarse a Cat Zingano el 11 de marzo de 2022 en Bellator 276. Sin embargo, Zingano se vio obligada a retirarse debido a una lesión y el combate se canceló. El combate se volvió a programar para Bellator 282 el 24 de junio de 2022. Perdió el combate por decisión unánime.

## Récord en artes marciales mixtas
| Resultado | Récord | Oponente           | Método                        | Evento                                | Fecha                   | Ronda | Tiempo | Localización    |
| --------- | ------ | ------------------ | ----------------------------- | ------------------------------------- | ----------------------- | ----- | ------ | --------------- |
| Derrota   | 9–6    | Sara Collins       | Sumisión (Scarf Hold Armlock) | Bellator 293                          | 31 de marzo de 2023     | 1     | 2:43   | Temecula        |
| Derrota   | 9–5    | Cat Zingano        | Decisión (unánime)            | Bellator 282                          | 24 de junio de 2022     | 3     | 5:00   | Uncasville      |
| Derrota   | 9–4    | Arlene Blencowe    | Decisión (unánime)            | Bellator 271                          | 12 de noviembre de 2021 | 3     | 5:00   | Hollywood       |
| Victoria  | 9–3    | Roberta Paim Samad | Decisión (split)              | Bellator 264                          | 13 de agosto de 2021    | 3     | 5:00   | Uncasville      |
| Victoria  | 8–3    | Kaitlin Young      | Decisión (unánime)            | Invicta FC 36: Sorenson vs. Young     | 9 de agosto de 2019     | 5     | 5:00   | Kansas City     |
| Derrota   | 7–3    | Felicia Spencer    | Sumisión (rear-naked choke)   | Invicta FC 32: Spencer vs. Sorenson   | 16 de noviembre de 2018 | 4     | 4:23   | Kansas City     |
| Victoria  | 7–2    | Jan Finney         | Decisión (split)              | Alpha One Sports: IT Fight Series 77  | 22 de noviembre de 2017 | 3     | 5:00   | Bellefontaine   |
| Victoria  | 6–2    | Helena Kolesnyk    | Sumisión (armbar)             | Invicta FC 24: Dudieva vs. Borella    | 15 de julio de 2017     | 1     | 3:12   | Kansas City     |
| Derrota   | 5–2    | Ediane Gomes       | Decisión (split)              | Invicta FC 23: Porto vs. Niedźwiedź   | 20 de mayo de 2017      | 3     | 5:00   | Kansas City     |
| Victoria  | 5–1    | Jessica-Rose Clark | Decisión (split)              | Invicta FC 20: Evinger vs. Kunitskaya | 18 de noviembre de 2016 | 3     | 5:00   | Kansas City     |
| Victoria  | 4–1    | Christina Barry    | Decisión (split)              | KOTC: Due Process                     | 9 de septiembre de 2016 | 3     | 2:45   | Carlton         |
| Victoria  | 3–1    | Brenda Gonzales    | Decisión (unánime)            | KOTC: Natural Instinct                | 30 de julio de 2016     | 5     | 5:00   | Lac du Flambeau |
| Derrota   | 2–1    | Shanna Young       | Decisión (split)              | KOTC: Generation X                    | 8 de abril de 2016      | 5     | 5:00   | Kansas City     |
| Victoria  | 2–0    | Nicco Montaño      | Decisión (split)              | KOTC: Frozen War                      | 20 de febrero de 2016   | 3     | 5:00   | Walker          |
| Victoria  | 1–0    | Moriel Charneski   | Decisión (split)              | KOTC: Bear Brawl                      | 21 de noviembre de 2015 | 3     | 5:00   | Carlton         |